# Адміністративний устрій Конотопського району
Адміністративний устрій Конотопського району — адміністративно-територіальний поділ Конотопського району Сумської області на 4 міські громади, 1 селищну громаду, 3 сільські громади. Адміністративний центр — місто Конотоп.

## Список громадКонотопського району
- Бочечківська сільська громада
- Дубов'язівська селищна громада
- Буринська міська громада
- Кролевецька міська громада
- Конотопська міська громада
- Попівська сільська громада
- Путивльська міська громада
- Новослобідська сільська громада